# Mansuphantes
Mansuphantes là một chi nhện trong họ Linyphiidae.